# Ольденбургская династия
Ольденбургский дом (дат. Oldenborgske slægt, нем. Haus Oldenburg, греч. Σπίτι του Όλντενμπουργκ) — династия немецкого происхождения, ветви которой царствовали или царствуют в различных странах Европы. Прямая линия Ольденбургов царствовала в Дании с 1448 по 1863 год, до 1523 года в личную унию с Данией входили Швеция и Норвегия (Кальмарская уния), до 1814 года — только Норвегия (Датско-норвежская уния). К младшим ветвям Ольденбургского дома принадлежат, в частности, все Романовы с 1762 года, Гольштейн-Готторпская династия шведских королей (правила в 1751—1818 гг.), датский, норвежский и греческий (до 1974 года) правящий род Глюксбургов, а через греческих Глюксбургов — британская линия Маунтбеттен-Виндзоры, которая вступила на престол в 2022 году в лице короля Карла III.

## История династии
История династии начинается с рода немецких графов Ольденбурга, графства в Северной Германии. Первым известным предком Ольденбургского великогерцогского дома был упоминаемый в хрониках в 1091 году Эгильмар, граф Леригау (ум. 1108). Его прямой потомок стал графом Ольденбурга, находящегося на северо-западе Германии на побережье Северного моря. Стремительное возвышение этой семьи началось в XV веке, когда потомок Эгильмара, граф Дитрих Счастливый (ум. 1440), женился на дочери герцога Герхарда VI Шлезвиг-Голштинского Гедвиге (ум. 1436). Их старший сын Кристиан (ум. 1481) был при содействии своего дяди герцога Адольфа VIII Шлезвиг-Голштинского избран в 1448 году королём Дании, в 1450 — Норвегии, а по смерти Адольфа в 1460 году — правителем его герцогства; он положил начало датской королевской линии, которая пресеклась в 1863 году со смертью короля Фредерика VII.
Первое ответвление старшей Гольштейн-Готторпской линии, идёт с 1544 года (Герцогство было образовано в 1474 г. Объединённое герцогство Гольштейн в составе Священной Римской империи). Основателем её был герцог Адольф, сын короля Дании Фридриха I.
Эта ветвь владела землями в Гольштинии, и столицей её владений был город Киль (герцогство было образовано в 1544 г, несмотря на боевые действия и частичное разделение, герцогство Гольштейн, которым правила эта линия, осталось частью Священно-Римской империи). Герцоги Гольштейн-Готторпские постоянно конфликтовали с Данией из-за своих владений. Они всегда были в династическом союзе со Швецией — противницей датских королей. Поражение короля Швеции Карла XII в Северной войне против России и создание Петром I Российской империи заставили племянника Карла XII, герцога Карла Фридриха Гольштейн-Готторпского (1702—1739), бывшего также одним из наследников шведской короны, заключить союз с Россией.
Средняя линия, основанная братом датского короля Фредерика II, герцогом Иоанном (ум. 1622), получила название Гольштейн-Зондербургской (титулярное герцогство, образовано в 1564 г., большая часть Герцогства в том числе и Глюксбург входили в состав Священно-Римской империи). В свою очередь, она распалась в XVII в. на две ветви: Августенбургскую и Глюксбург-Бекскую. Один из представителей этой линии, принц Пётр Гольштейн-Бекский (1698—1775) стал российским генерал-фельдмаршалом.
Его же потомок в 1863 году унаследовал датский престол под именем короля Кристиана IX. Сегодня Данией правит праправнучка Кристиана IX, Королева Маргарета II. Сын Кристиана Георг в 1862 году получил греческий королевский престол. Глюксбурги правили Грецией до свержения монархии в 1974 году. Мать последнего российского императора Николая II императрица Мария Феодоровна была дочерью короля Кристиана IX.
Глюксбургская ветвь Ольденбургского дома в 1905 году взошла также и на норвежский престол, на котором в лице короля Харальда V находится и поныне.

### Голштейн-Готторпская ветвь
За средней Ольденбургской линией идет старшая Гольштейн-Готторпская линия. Основателем её был герцог Адольф, сын короля Дании Фридриха I.
Эта ветвь владела землями в Гольштинии, и столицей её владений был город Киль (герцогство было образовано несмотря на боевые действия и частичное разделение, герцогство Гольштейн, которым правила эта линия, осталось частью Священно-Римской империи). Герцоги Гольштейн-Готторпские постоянно конфликтовали с Данией из-за своих владений. Они всегда были в династическом союзе со Швецией — противницей датских королей. Поражение короля Швеции Карла XII в Северной войне против России и создание Петром I Российской империи заставили племянника Карла XII, герцога Карла Фридриха Гольштейн-Готторпского (1702—1739), бывшего также одним из наследников шведской короны, заключить союз с Россией.

### Ольденбургская династия в России
В 1725 году Карл Фридрих женился на дочери императора Петра I цесаревне Анне Петровне. От этого брака у него был единственный сын Карл Петр Ульрих, ставший в 1741 году по повелению своей тётки императрицы Елизаветы Петровны наследником русского престола под именем Петра III. Став императором, Карл-Пётр-Ульрих вызвал в Россию своего двоюродного дядю принца Георга Людвига (1719—1763). Он ранее служил в армии короля Пруссии Фридриха Великого в чине генерал-майора и был кавалером Ордена Чёрного Орла. Во время Семилетней войны он воевал против России. В 1761 году принц Георг Людвиг уволился с прусской службы и вернулся в Голштинию. При Петре III началась стремительная карьера этого голштинского принца. Государь присвоил ему титул императорского высочества и звание генерал-фельдмаршала. Во время переворота 1762 г. Георг Людвиг был арестован и через несколько дней выслан в Германию. Впрочем, императрица милостиво обошлась с принцем (она приходилась ему племянницей); он был назначен штатгальтером Голштинии и получил 150000 рублей.
После смерти Петра III в 1762 году новый герцог Гольштейн-Готторпский Павел (будущий император России), по инициативе императрицы Екатерины II согласился в 1767 году обменять свои Гольштейн-Готторпские земли, которые все ещё находились под контролем Дании, на датские земли Ольденбург и Дельменхорст. И после его вступления на российский престол и до 1917 года Россией правили потомки Гольштейн-Готторпской герцогской линии дома Ольденбургов.

### Младшая ветвь Голштейн-Готторпского дома
Кроме русской линии существовала и младшая ветвь Гольштейн-Готторпского дома. Её родоначальником был принц Кристиан Август. Дочь его Иоганна Елизавета (1720—1760) стала женой ангальтского князя Кристиана-Августа и была матерью российской императрицы Екатерины II. Сын же Кристиана Августа, принц Адольф Фредрик в 1751 году стал королём Швеции. Однако Гольштейн-Готторпы недолго царствовали в шведском королевстве. Внук Адольфа Фредерика, король Густав IV Адольф, втянув Швецию в войну против России в 1808 году, проиграл её и потерял Финляндию. В марте 1809 года он был свергнут армией и выслан из страны. Шведским королём стал его бездетный дядя Карл XIII, после смерти которого в 1818 году на шведский престол вступил французский маршал Бернадотт. Его династия и ныне правит в Швеции.
Гольштейн-Готторпы получили в управление в 1773 году также и графство Ольденбург, позже преобразованное в герцогство. В 1773 г. российский престолонаследник Павел Петрович, будущий Павел I, получил от Дании за свой отказ на право владения своей частью герцогства Шлезвиг-Гольштейн герцогство Ольденбург. В свою очередь Павел передал это владение брату шведского короля Адольфа Фредерика принцу Фридриху Августу (1711—1785), который стал первым герцогом Ольденбургским. После Фридриха Августа герцогством правил его сын Вильгельм (ум. 1829 г.), но из-за его недееспособности регентом при нём стал его двоюродный брат принц Петр (1755—1829).

У Петра был брат Вильгельм Август (1753 −1774). Оба они воспитывались при русском дворе под руководством императрицы Екатерины Великой. Принцы состояли на российской военной службе. Однако Вильгельм Август, служивший на флоте, погиб, утонув в 1774 году в Ревельской бухте. Пётр, служа в сухопутных войсках, был участником русско-турецкой войны 1787—1792 гг. По прошествии революций и наполеоновских войн, сотрясавших Европу, в 1823 году Принц Петр унаследовал Ольденбург, ставший с 1814 года Великим Герцогством. Женат великий герцог был на принцессе Фридерике Вюртембергской (1765—1785), родной сестре императрицы Марии Феодоровны, супруги Павла I. От этого брака у Петра было двое сыновей — Павел Фридрих Август (1783—1853) и Пётр Фридрих Георг (1784—1812). Оба брата получили образование в Лейпцигском университете. 

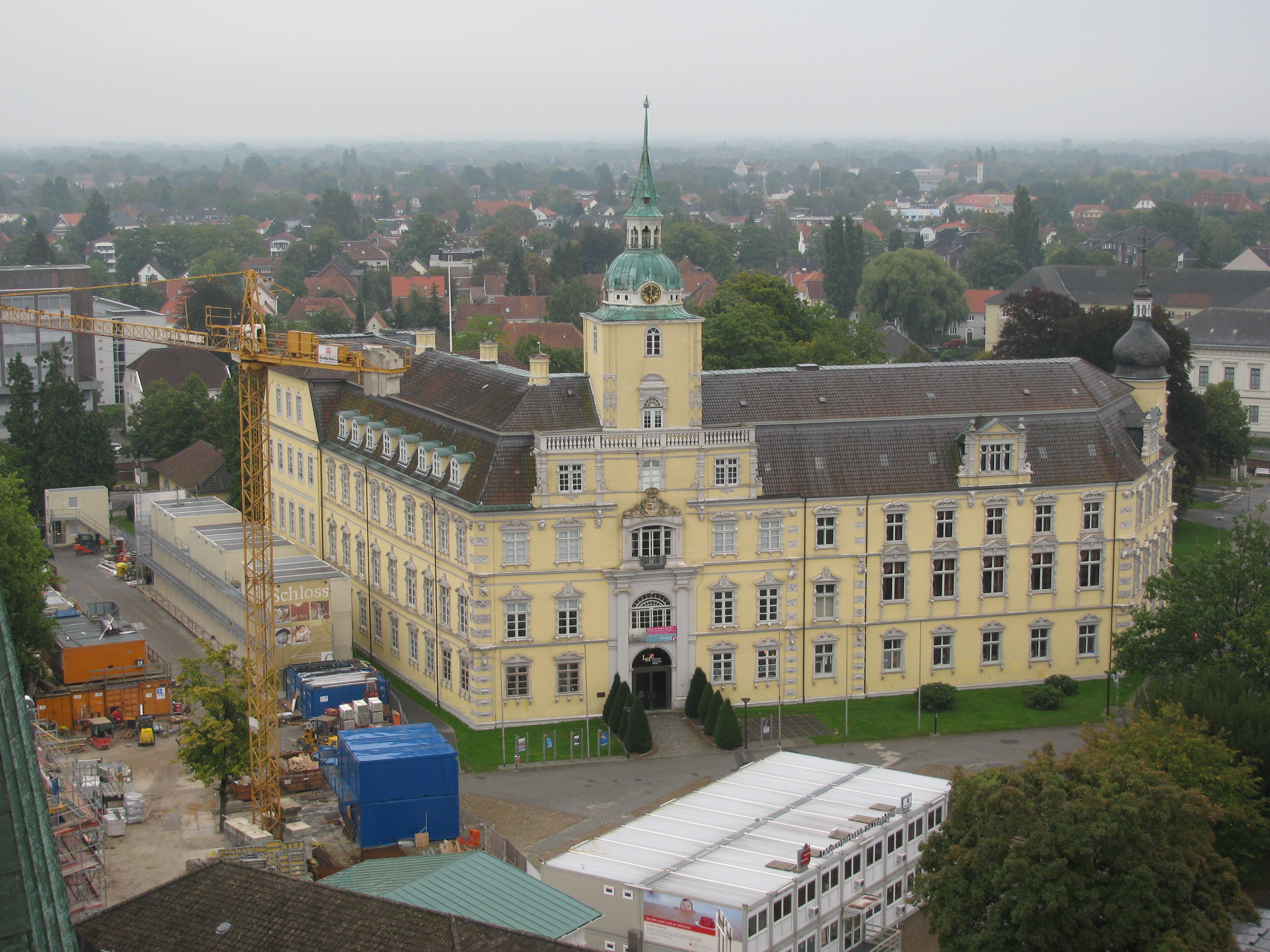
Ольденбургский замок — бывшая резиденция правителей Ольденбурга

Последний из них в России носил имя принца Георгия Ольденбургского и стал основателем ветви русских принцев Ольденбургских. С 1808 года он вместе с братом служил в русской армии в чине генерал-майора. Ненависть к Наполеону сблизила Георгия с двором вдовствующей императрицы Марии Фёдоровны, которая и выдала в 1809 году за него дочь, великую княжну Екатерину Павловну. Принц стал генерал-губернатором Твери, Новгорода и Ярославля и получил должность Главноуправляющего путями сообщения. Резиденцией принца и его супруги стал Тверской путевой дворец. Образованная, вмешивающаяся в политику Екатерина Павловна создала там небольшой двор, который привлекал многих известных людей своего времени, в том числе и Н. М. Карамзина.
С началом войны 1812 года принц Георгий вместе с женой деятельно участвовал в формировании народного ополчения. Принц также занимался и благоустройством госпиталей. Он часто посещал раненых и во время одного из осмотров заразился лихорадкой. Болезнь была смертельна и 15 декабря 1812 года принц Георгий скончался, оставив сиротами двоих сыновей. Его младший сын принц Пётр Георгиевич (1812—1881) родился 14 августа 1812 года в Санкт-Петербурге и в младенчестве воспитывался при дворе императрицы Марии Фёдоровны. После второго брака матери (ставшей женой короля Вюртемберга) Пётр с братом Александром (1810—1829) отправился в Германию в Штутгарт.
После смерти матери Пётр оказался в Ольденбурге, у деда — великого герцога. Пётр получил, кроме военного, юридическое образование. Ему преподавали русскую историю, он свободно владел языками, знал греческий и латинский. В дальнейшем принц Пётр Георгиевич получил ученую степень доктора права. Когда Греция свергла многовековое османское иго, был выдвинут вопрос о кандидатуре Петра Ольденбургского на греческий престол. Но королём эллинов ему стать не пришлось. Император Николай I вызвал в 1830 году племянника на службу в Россию. Числившийся ещё от рождения в рядах лейб-гвардии Преображенского полка, принц в декабре 1830 года был назначен командиром батальона преображенцев. Затем он временно командовал и Преображенским полком. В армии Пётр дослужился до чина генерала от инфантерии и в 1841 году перешёл на гражданскую службу. В 1834 году он стал сенатором, в 1836 году членом Государственного Совета, в 1842 году — председателем Департамента гражданских и духовных дел. Принц в 1841—1859 годах являлся президентом Вольного Экономического Общества, а с 1860 года возглавлял ведомство императрицы Марии. Император Николай I высоко оценил деятельность своего племянника. В 1845 году царь пожаловал принцу Ольденбургскому титул императорского высочества. Благодаря попечению и заботам принца Петра было создано Училище правоведения. В 1889 году, уже после смерти Петра Георгиевича, на Литейном проспекте в Санкт-Петербурге был установлен в его честь памятник.
От брака с принцессой Терезией Нассауской (1817—1871) принц Пётр имел восьмерых детей, среди них дочь Александру Петровну (1838—1900), ставшую женой великого князя Николая Николаевича Старшего, сына императора Николая I, и сыновей — принцев Николая (1840—1886), Александра (1844—1932), Георгия (1848—1871) и Константина (1850—1906).
После революции 1917 года принц Александр Петрович Ольденбургский вместе с семьёй эмигрировал во Францию, где и умер в 1932 г. От брака с княгиней Евгенией Максимилиановной Романовой, герцогиней Лейхтенбергской (внучкой Николая I) принц имел единственного сына — принца Петра Александровича (1868—1924). С 1901 г. он был женат на дочери императора Александра III великой княгине Ольге Александровне (ум. 1960 г.). Брак этот был бездетным и неудачным. Супруги развелись в 1916 г.
Пётр Александрович принц Ольденбургский в чине генерал-майора командовал полком стрелков императорской фамилии. После февраля 1917 года он ушёл в отставку и поселился в своем имении в Воронежской губернии. С началом красного террора вместе с отцом и матерью бежал во Францию. Там он жил в Париже и на ферме под Байоной. Принц занимался литературой и под псевдонимом «Пётр Александров» публиковал рассказы из народного быта. Писатель Иван Бунин в эмиграции часто общался с принцем Ольденбургским и после его смерти от туберкулёза в 1924 году написал о нём очерк.

Младший брат принца Александра Ольденбургского, Константин Петрович, в 1882 году женился морганатическим браком на княгине Агриппине Константиновне Дадиани, урождённой Джапаридзе (1855—1926). Его потомство получило титул графов фон Зарнекау. 

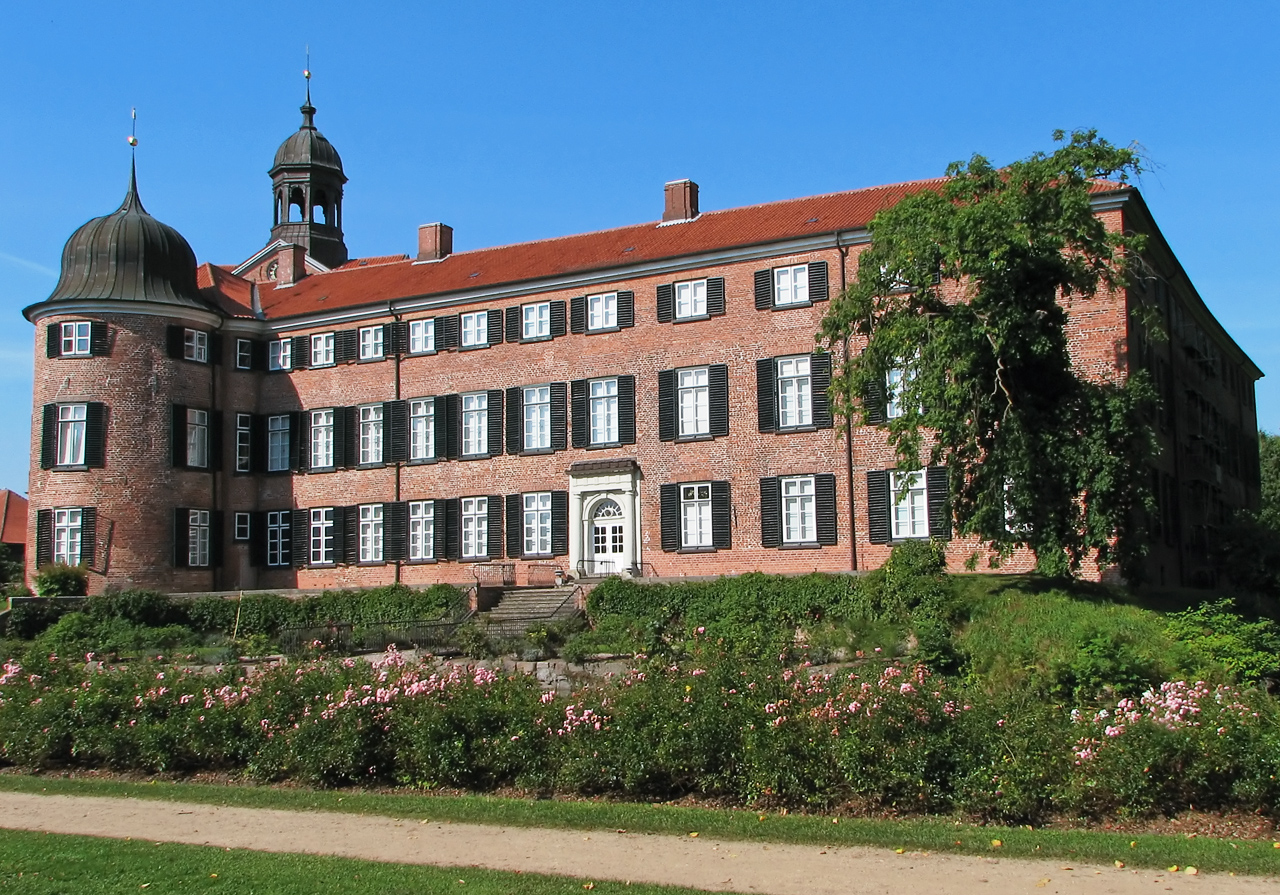
Эйтинский замок до 1918 года служил загородной резиденцией герцогов Ольденбургских

.

### Младшая ветвь в качестве великих герцогов Ольденбургских
Гольштейн-Готторпская ветвь Ольденбургского дома представлена потомками великого герцога Павла Фридриха Августа, старшего брата основателя русской линии принца Георгия. Павел Фридрих Август был женат трижды и от своих браков оставил четверых детей. У него было два сына: Петр (1827—1900) и Антон Гюнтер Элимар (1844—1894). Последний в 1876 году заключил морганатический брак с баронессой Наталией Фогель фон Фрезенгоф (1854—1937) — дочерью барона Густава Фрезенгофа и Александры Николаевны Гончаровой, сестры жены А. С. Пушкина Натальи Николаевны. Дети Антона Гюнтера Элимара получили титул графов Вельсбург.
Если не учитывать проживающих в России потомков графов фон Зернекау, графов Вельсбург, а также Александра Максимилиана барона фон Шлезвиг, получившего титул в результате брака с герцогиней Рикса Мария Аликс Кира Альтбург фон Гольштейн-Готторп, с кончиной Петра Александровича принца Ольденбургского русская линия Ольденбургского дома пресеклась.
После смерти в 1853 году великого герцога Павла Фридриха Августа его старший сын Петр взошёл на престол под именем Петра II. Супругой великого герцога Петра II была принцесса Елизавета Саксен-Альтенбургская (1826—1896). Её сестра Александра стала женой сына императора Николая I, великого князя Константина Николаевича. Старший сын Петра II, Фридрих Август, в 1900 году стал последним правящим великим герцогом Ольденбурга. В 1918 году во время ноябрьской революции, монархия в Ольденбурге, как и повсюду в Германии, прекратила своё существование. Женат Фридрих Август был дважды. Первая его супруга, Елизавета Анна, принцесса Прусская, умерла в 1895 году, оставив одну единственную дочь Софию Шарлотту (1879—1964). Овдовев, он женился на дочери правящего великого герцога Мекленбург-Шверинского Фридриха Франца II, Елизавете (1869—1955). От этого брака родились Николай (1897—1970), Ингеборг (1901—1996) и Альтбурга (1903—2001).
После смерти отца в 1931 году Николай стал главой великогерцогского дома. Женат Николай был дважды. Но все его девять детей родились от его первого брака с Еленой, принцессой Вальдек-Пирмонтской (1899—1948): Антон Гюнтер (1923—2014), Рикса Елизавета Батильда (1924—1940), Пётр (р. 1926 г.), Эйлика (1928—2016), Эгилмар (1934—2013), Фридрих Август (р. 1936 г.), Альтбурга (р. 1938 г.), Хуно (р. 1940 г.), Иоганн (р. 1940 г.).
По состоянию на 2016 год, главой великогерцогского Ольденбургского дома является единственный сын Антона Гюнтера, герцог Кристиан (р. 1955 г.). Герцог Антон Гюнтер был женат на принцессе Амелии (1923—2016), представительнице богатого княжеского рода Левенштейн-Верхейм-Фройденберг. У Антона Гюнтера и Амелии Ольденбургских родились двое детей, нынешний глава Ольденбургского дома герцог Кристиан (р. 1955 г.) и принцесса Елена (р. 1953 г.).

## Старшая линия в Дании
- Кристиан I, сын Дитриха, р.1426, граф Ольденбурга и Дельменхорста 1440—1481, король Дании 1448—1481, король Норвегии 1450—1481, король Швеции 1457—1464, герцог Шлезвига 1460—1481, граф Гольштейна 1460—1474, герцог Гольштейна 1474—1481
- Ганс, сын Кристиана I, р.1455, король Дании и Норвегии, герцог Шлезвиг-Гольштейн-Зегеберга 1481—1513, король Швеции 1497—1501
- Кристиан II, сын Ганса, р.1481, король Дании и Норвегии 1513—1523, герцог Шлезвиг-Гольштейн-Зегеберга 1513—1546, король Швеции 1520—1523, ум.1559
- Фредерик I, сын Кристиана I, р.1471, герцог Шлезвиг-Гольштейн-Готторпа 1481—1533, король Дании и Норвегии, герцог Шлезвиг-Гольштейна 1523—1533
- Кристиан III, сын Фредерика I, р.1504, король Дании и Норвегии 1533—1559, герцог Шлезвиг-Гольштейна 1533—1544, герцог Шлезвиг-Гольштейн-Глюкштадта 1544—1559
- Фредерик II, сын Кристиана III, р.1534, король Дании и Норвегии, герцог Шлезвиг-Гольштейн-Глюкштадта 1559—1588
- Кристиан IV, сын Фредерика II, р.1577, король Дании и Норвегии, герцог Шлезвиг-Гольштейн-Глюкштадта 1588—1648, герцог Бремен-Фердена 1634—1648
- Фредерик III, сын Кристиана IV, р.1609, король Дании и Норвегии, герцог Шлезвиг-Гольштейн-Глюкштадта 1648—1670, граф Ольденбурга и Дельменхорста 1667—1670
- Кристиан V, сын Фредерика III, р.1646, король Дании и Норвегии, герцог Шлезвиг-Гольштейн-Глюкштадта, граф Ольденбурга и Дельменхорста 1670—1699
- Фредерик IV, сын Кристиана V, р.1671, король Дании и Норвегии, герцог Шлезвиг-Гольштейн-Глюкштадта, граф Ольденбурга и Дельменхорста 1699—1730
- Кристиан VI, сын Фредерика IV, р.1699, король Дании и Норвегии, герцог Шлезвиг-Гольштейн-Глюкштадта, граф Ольденбурга и Дельменхорста 1730—1746
- Фредерик V, сын Кристиана VI, р.1723, король Дании и Норвегии, герцог Шлезвиг-Гольштейн-Глюкштадта, граф Ольденбурга и Дельменхорста 1746—1766
- Кристиан VII, сын Фредерика V, р.1749, король Дании и Норвегии 1766—1808, герцог Шлезвиг-Гольштейн-Глюкштадта, граф Ольденбурга и Дельменхорста 1766—1773, герцог Шлезвиг-Гольштейна 1773—1808
- Фредерик VI, сын Кристиана VII, р.1768, король Дании и герцог Шлезвиг-Гольштейна 1808—1839, король Норвегии 1808—1814, герцог Лауэнбурга 1816—1839
- Кристиан VIII, сын Фредерика, р.1786, король Норвегии 1814, король Дании, герцог Шлезвиг-Гольштейна и Лауэнбурга 1839—1848
- Фредерик VII, сын Кристиана VIII, р.1808, король Дании, герцог Шлезвиг-Гольштейна и Лауэнбурга 1848—1863

## Старшая линия в Прибалтике
- Магнус, сын Кристиана III, р.1540, епископ Эзеля и Вика 1559—1580, король Ливонии 1570—1580

## Линия Глюксбург в Дании
- Кристиан IX, сын Виллема, р.1818, король Дании (1863—1906)
- Фредерик VIII, сын Кристиана IX, р.1843, король Дании (1906—1912)
- Кристиан X, сын Фредерика VIII, р.1870, король Дании 1912—1947, король Исландии (1918—1944)
- Фредерик IX, сын Кристиана X, р.1899, король Дании (1947—1972)
- Маргрете II, дочь Фредерика IX, р.1940, королева Дании (1972 — 2024)
- Фредерик X, сын Маргреты II, р.1968, король Дании (с 2024)

## Линия Глюксбург в Норвегии
- Хокон VII, сын Фредерика VIII, р.1872, король Норвегии (1905—1957)
- Улаф V, сын Хокона VII, р.1903, король Норвегии (1957—1991)
- Харальд V, сын Улафа V, р.1937, король Норвегии (с 1991)

## Линия Глюксбург в Греции
- Георгиос I, сын Кристиана IX, р.1845, василевс эллинов 1863—1913
- Константинос I, сын Георгиоса I, р.1868, василевс эллинов 1913—1917, 1920—1922, ум.1923
- Александрос, сын Константиноса I, р.1893, василевс эллинов 1917—1920
- Георгиос II, сын Константиноса I, р.1890, василевс эллинов 1922—1923, 1935—1941, 1946—1947
- Павлос, сын Константиноса I, р.1901, василевс эллинов 1947—1964
- Константинос II, сын Павлоса, р.1940, василевс эллинов 1964—1974